# 칭짱 철로

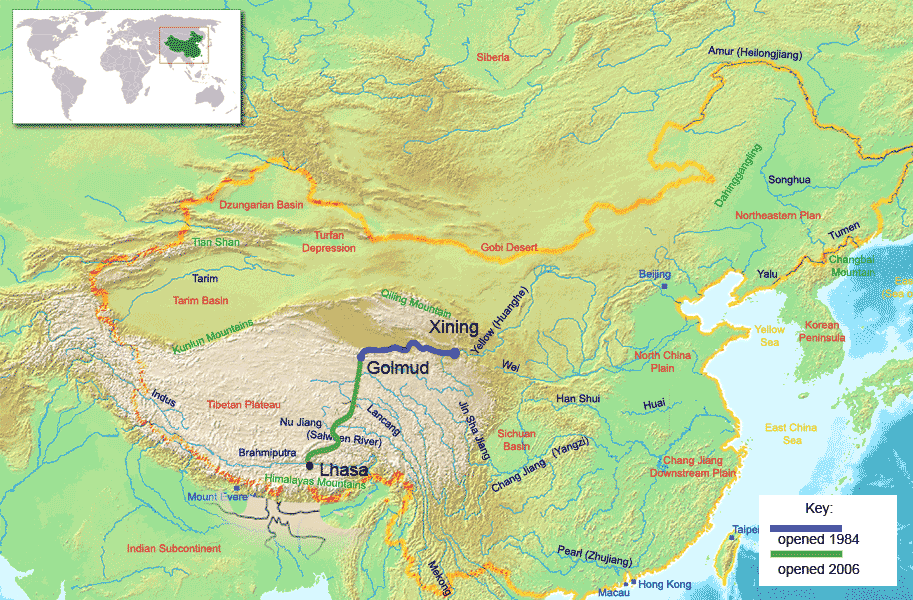
철도 지도

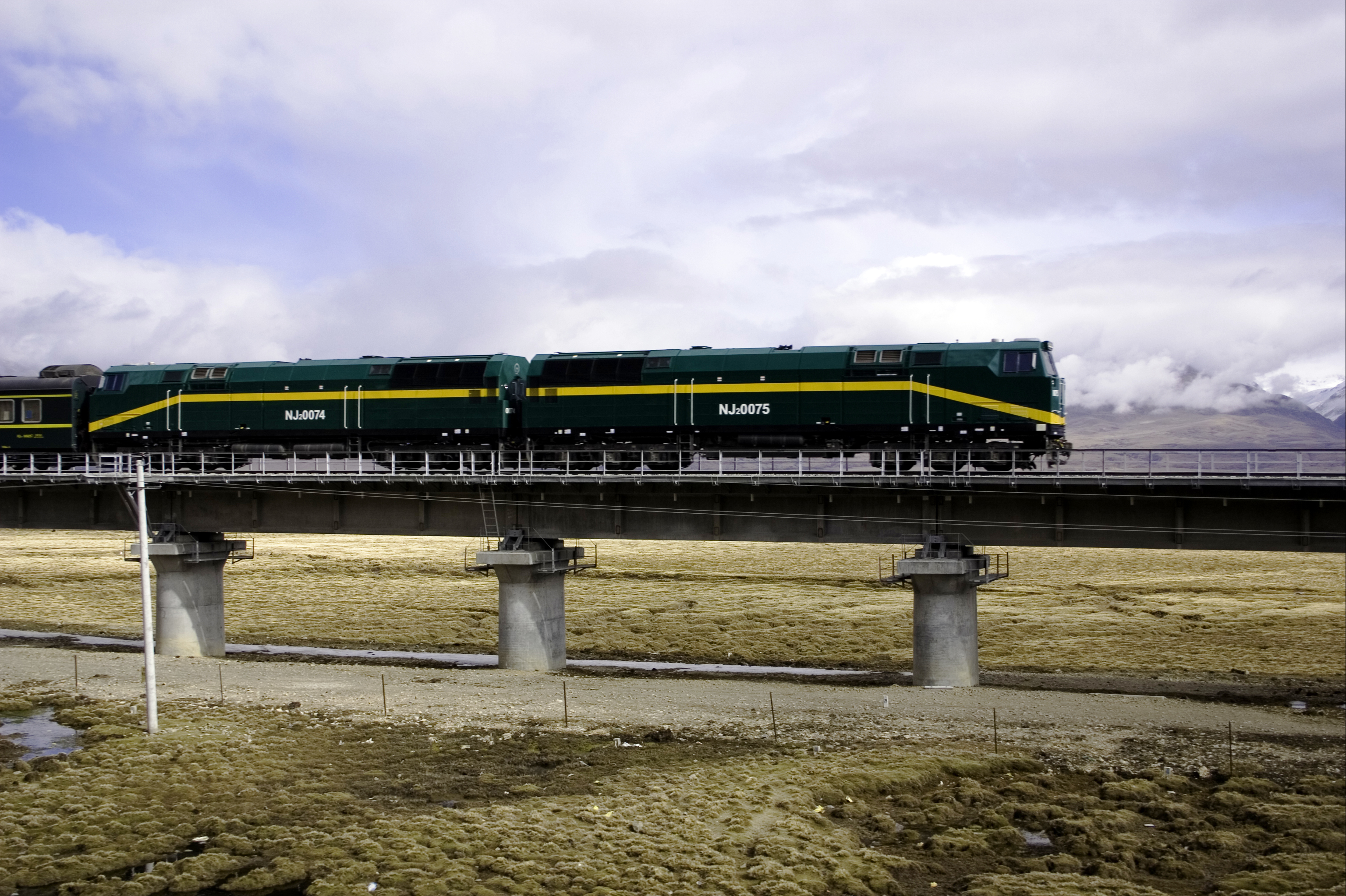
NJ2가 끄는 칭짱열차

칭짱철도(青藏鐵路)는 중화인민공화국 서부의 칭하이성 시닝 시와 티베트 자치구 라싸 시를 연결하는 철도이다. 청장철로, 청장철도라고도 불린다. 총길이는 1,956km이다.
서부 대개발의 대표적인 프로젝트로서 2007년에 완공될 예정 이었지만, 1년 정도 앞당겨져 2006년 7월 1일에 전 노선이 개통되었다.
외국인(홍콩, 대만 포함)이 라싸까지 승차하는 경우에는 티베트 입역허가서가 필요하고, 여행사에서 주최하는 투어에 참가해야 한다. 때로는 형식상 투어에 참가하거나 개인 여행으로 승차하는 것도 가능하지만, 승차권의 대부분은 단체전용으로 판매되고 있기 때문에 이 방법으로 승차권을 구입하기는 쉽지 않다.
철도 부설로 티베트 지역의 경제 발전이 기대되기도 하지만, 티베트 망명 정부는 자치구 내에서 폭동 등이 발생했을 때 중국인민해방군의 전차 부대 등 진압 병력 수송용으로 이용되는 것을 경계하고 있다.

## 역사

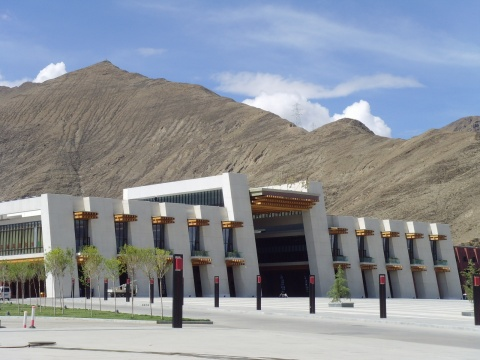
라싸 역

칭짱철도는 티베트 자치구에 궤도교통의 혜택을 주기 위해 부설되었고, 지구상에서 가장 높은 위치에 자리한 철도로 기록된다. 철도 건설은 다음과 같은 단계로 진행되었다.
- 1958년: 시닝-거얼무 간 1차 구간 착공
- 1973년: 마오쩌둥이 네팔 순방 후 라싸에서 "연결되지 못한 칭짱철도를 연결하겠다"고 회견함
- 1974년: 칭짱철도 2차 구간의 사업 타당성 조사를 위해 1700여 명의 인력을 투입함
- 1979년: 1차 구간 개통 및 시험운행
- 1984년: 1차 구간 정식 개통/영업 개시
- 2001년: 거얼무-라싸 간 2차 구간 착공
- 2005년: 2차 구간 개통 및 시험운행, 화물 운송 개시
- 2006년: 2차 구간 정식 개통 및 여객 운송 개시

## 건설 공사

### 1기 공사
칭하이성의 성도인 시닝과 하이시 몽골족 티베트족 자치주의 거얼무(格尔木)를 연결하는 제1기 공사는 1958년에 착공하여 1979년 완공하였고, 1984년부터 영업 운행을 개시하였다. 전체 길이 814km인 1차 구간의 고도는 해발 2,000m에서 3,000m 정도이다.

### 2기 공사
2001년 중국 국무원은 262억 위안의 예산을 투입해 거얼무와 라싸를 연결하는 2차 구간의 건설을 결정하였고, 동년 6월 29일 착공했다. 이 제2기 공사구간은 전체 길이 1,142km에 이른다. 2005년 10월에 전선의 기초공사 및 궤도 부설을 완료했고, 화물 수송이 정식 개업에 앞서 시작되었다. 2006년 7월 1일에 거얼무 - 라싸 간의 상업 여객운행을 개시했다.

### 공사 과정
칭짱철도 티베트 구간은 ‘세계에서 가장 높은 지역에 위치한 철도’ 라는 명성을 보유하고 있다. 최고 지점인 탕굴라 고개(Tanggula Pass)는 해발 5,072m이며, 그 가까이에 있는 탕굴라역이 해발 5,068m이다. 전 구간의 평균 해발은 약 4,500m이며 해발 4,000m 이상 구간도 960km나 있어, 이러한 고지대에 철도가 건설된 것은 다른 나라에도 유례가 없다. 참고로 철도 부설과 병행해 건설된 칭하이-티베트 고속도로의 최고 지점인 탕굴라 고개는 해발 5,231m이다.
거얼무 - 라싸 간 550km에는 동토 지대가 펼쳐져 있기 때문에, 러시아나 캐나다의 예를 참고하면서 40년 이상 해당 지역에 적합한 공법을 연구하였다. 실제 공사에서는 낮은 기압과 산소 결핍에 의한 노동자들의 고산병 발병과 밤낮의 일교차, 엄동설한과 강풍이 공사를 힘들게 하였다.

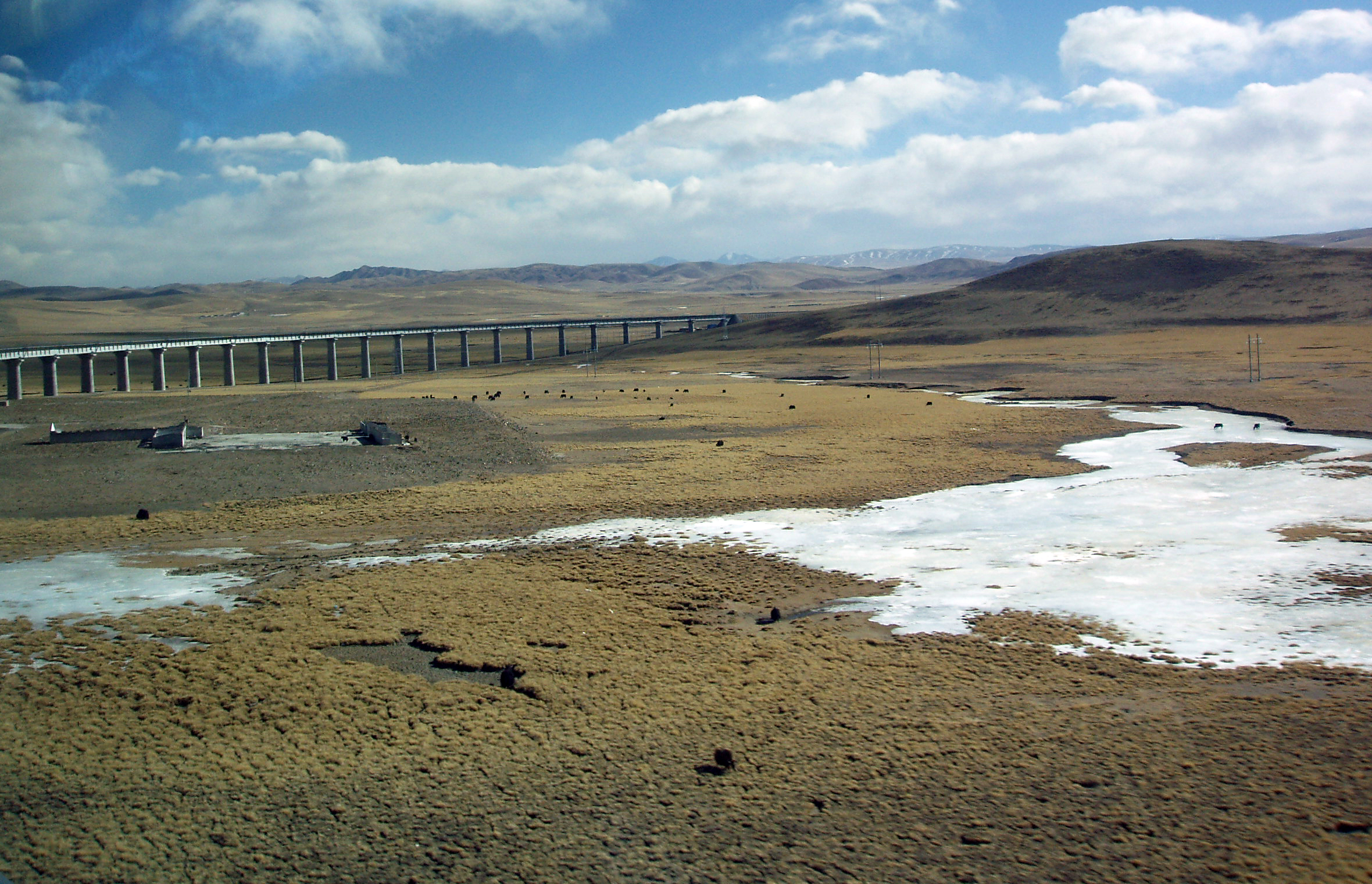
동토지대 고과교
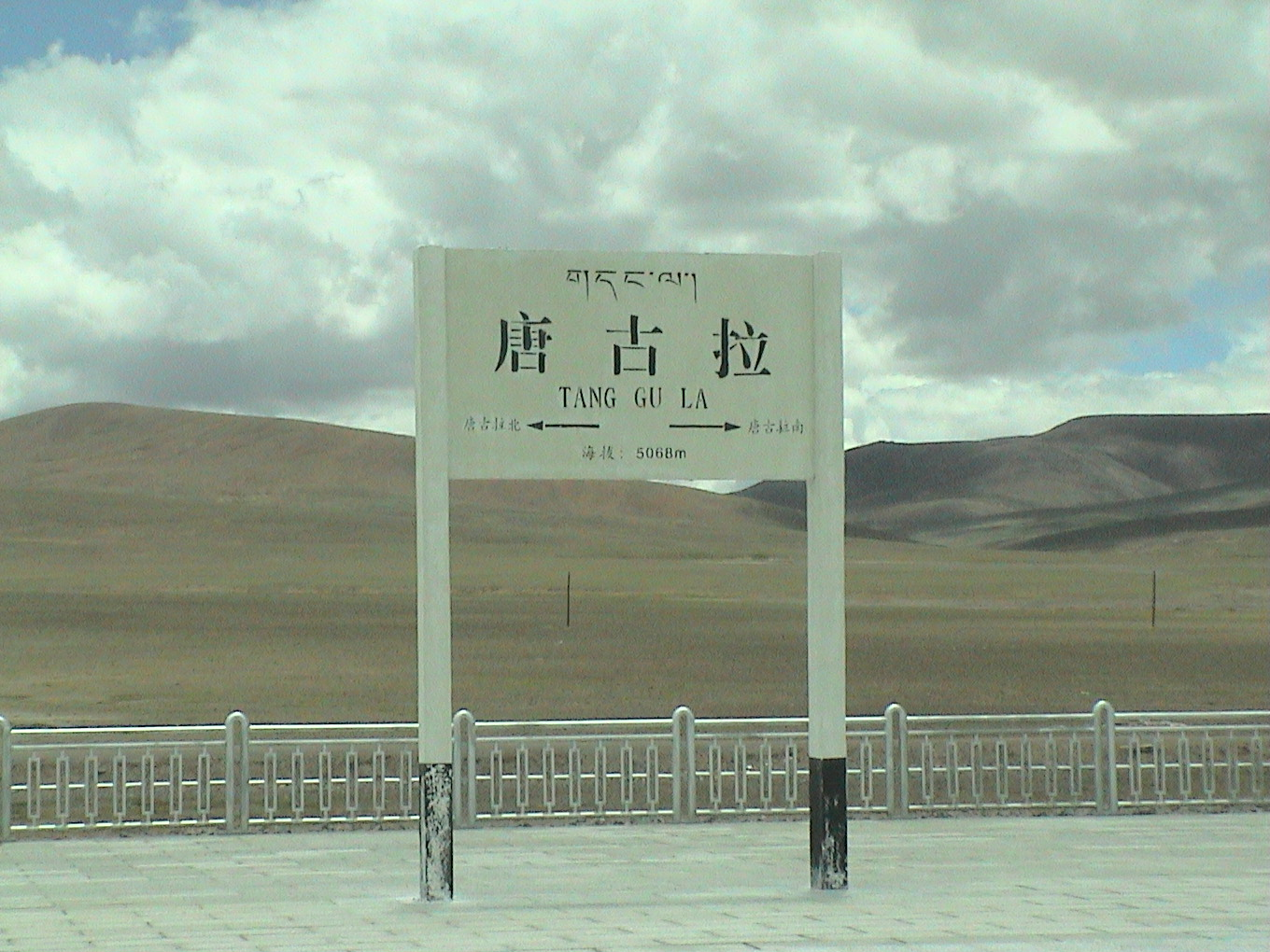
탕굴라 역
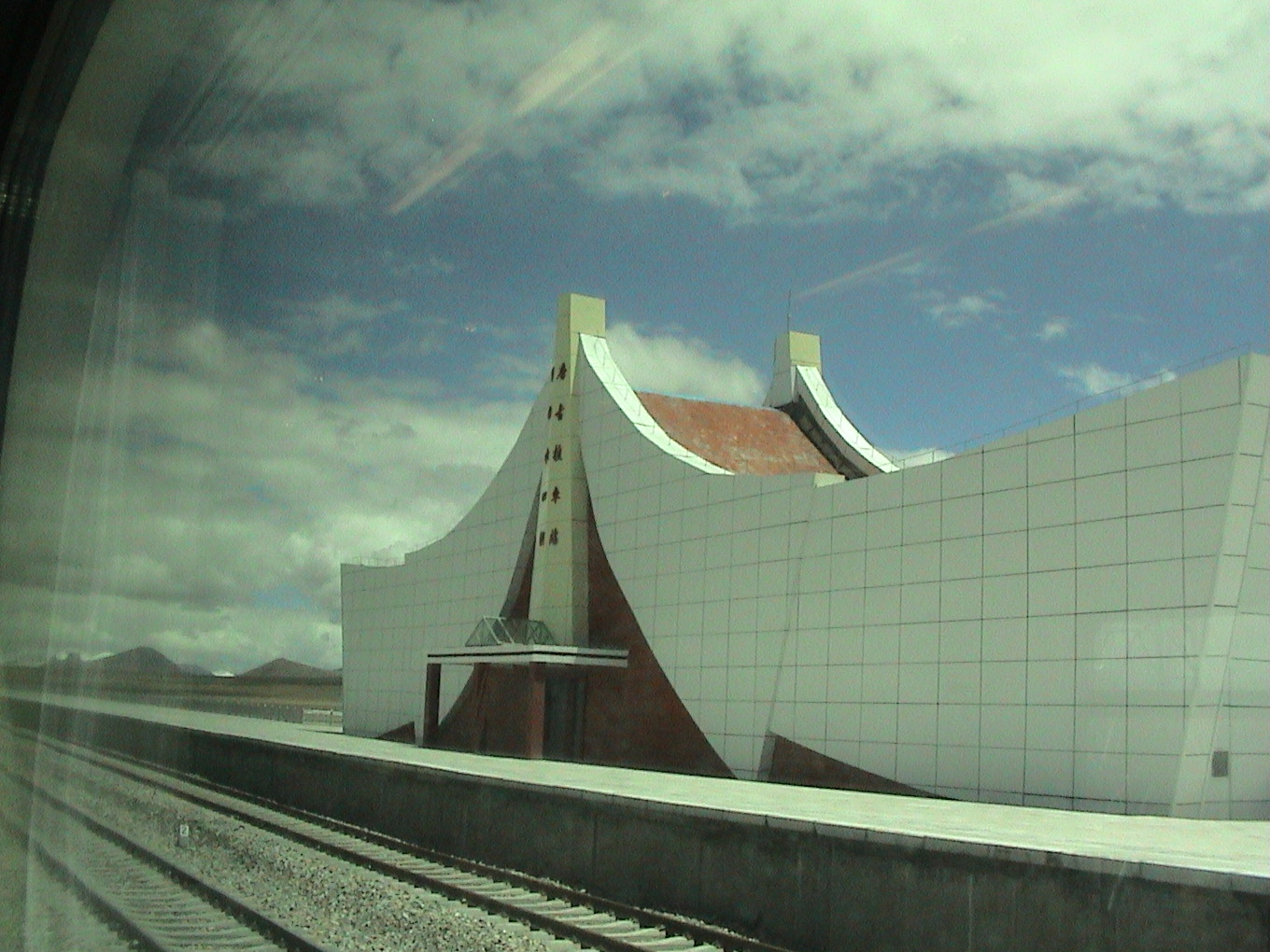
탕굴라 역사
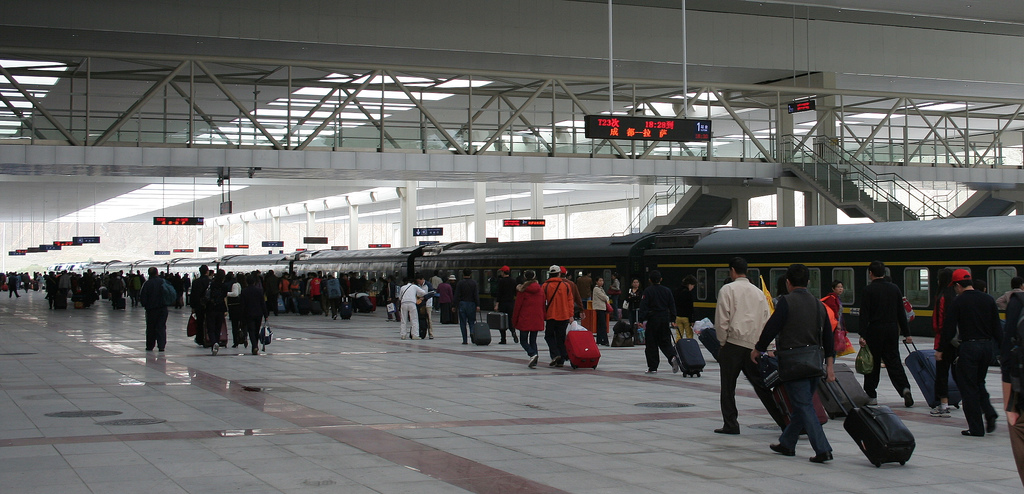
라싸 역

고가 구간 부설 시에는 계절마다 결빙과 해빙을 반복하는 지역에 땅 속 깊이 기초 말뚝을 박아 지표에서 고가를 세우는 공법을 선택하였고, 선로가 직접 땅 표면에 부설되는 영구동토 구간에는 지중 온도의 상승을 막기 위해 냉매로 암모니아를 넣은 금속 방열말뚝이 궤도를 따라서 건설되었다. 향후 지구 온난화에 의해 영구 동토가 녹았을 경우, 추가로 보강 공사가 필요하게 될 가능성이 있다. 기후 문제와는 별도로 방열말뚝이나 무인 시설에서 열차 운행을 제어하는 태양전지 패널의 도난을 염려하는 목소리도 있다.
철도가 통과하는「호후실 자연보호구」에는 특유의 티베트 영양을 비롯해 많은 고산식물이 자라는 희귀한 생태계가 형성되어 있다. 중국 정부는 이곳을 보호하기 위해 당초 예산 12억 위안을 초과한 20억 위안을 투입하였다. 보호 동물의 서식지를 피하도록 궤도 경로를 수정했고, 25개소의 동물용 전용 통로를 마련하였다. 또한 해당 지역의 석재는 그대로 보존하였으며, 50km 정도 떨어진 식생이 없는 토지에 채석장을 만들어 흙을 파헤치지 않고 공사를 진행하였다. 잔토를 쌓아 올려 공사로 생긴 지하수를 하천에 흘리는 경우에는 침전 처리를 하여 자연보호에 각별한 주의를 기울였다. 중국 정부에 의한 교통 관련 건설공사 중 생태계 보호를 배려한 최초의 사례가 되었다.

## 운행 현황
| 구간             | 운행 | 거리(km) | 소요시간 | 차량              | 기타                     |
| ---------------- | ---- | -------- | -------- | ----------------- | ------------------------ |
| 베이징 서역-라싸 | 매일 | 4,064    | 48시간   | T27/T28           | 경좌 389元, 연와 1,262元 |
| 청두-라싸        | 격일 | 3,360    | 49시간   | T22/23/T21/24     | -                        |
| 충칭-라싸        | 격일 | 3,654    | 49시간   | T222/223/T221/224 | -                        |
| 란저우-라싸      | 격일 | 2,188    | 30시간   | K917/K918         | -                        |
| 시닝-라싸        | 격일 | 1,972    | 27시간   | N917/N918         | -                        |
| 상하이-시안-라싸 | 매일 | 4,373    | -        | T164/165/163/166  | -                        |
| 광저우-시안-라싸 | 격일 | 4,980    | -        | T264/265/263/266  | -                        |

시닝과 라싸를 연결하는 열차는 격일 간격으로 왕복 운행된다. 라싸 행은 시닝을 21시에 출발하여 다음날 22시 30분에 라싸에 도착한다. 열차 시간은 쿤룬산맥과 티베트고원을 당일 통과할 수 있도록 설정되어 있다. 기관차는 거얼무 역에서 고지대 전용의 디젤 기관차로 교체 연결되며, 탕굴라 역(唐古拉驛)에서 시닝 행과 교차된다. 시닝-거얼무 구간에는 구간 열차가 다수 설정되어 있다. 이 외에도 화물열차가 운행되어 라싸까지의 물류비용이 절감되었다.
실질적으로는 철도 이용보다 항공운임 쪽이 싸지만, 차창 풍경이나 식당 차에서의 식사 등 철도로만 가능한 여행을 즐길 수 있다.
열차 속도는 해발 5,000m까지의 구간에서는 최고 160km/h, 그 이상의 구간에서는 80km/h를 낸다. 또 의사와 간호사가 동승해 고산병 환자 발생에 대비하고 있다.

## 차량

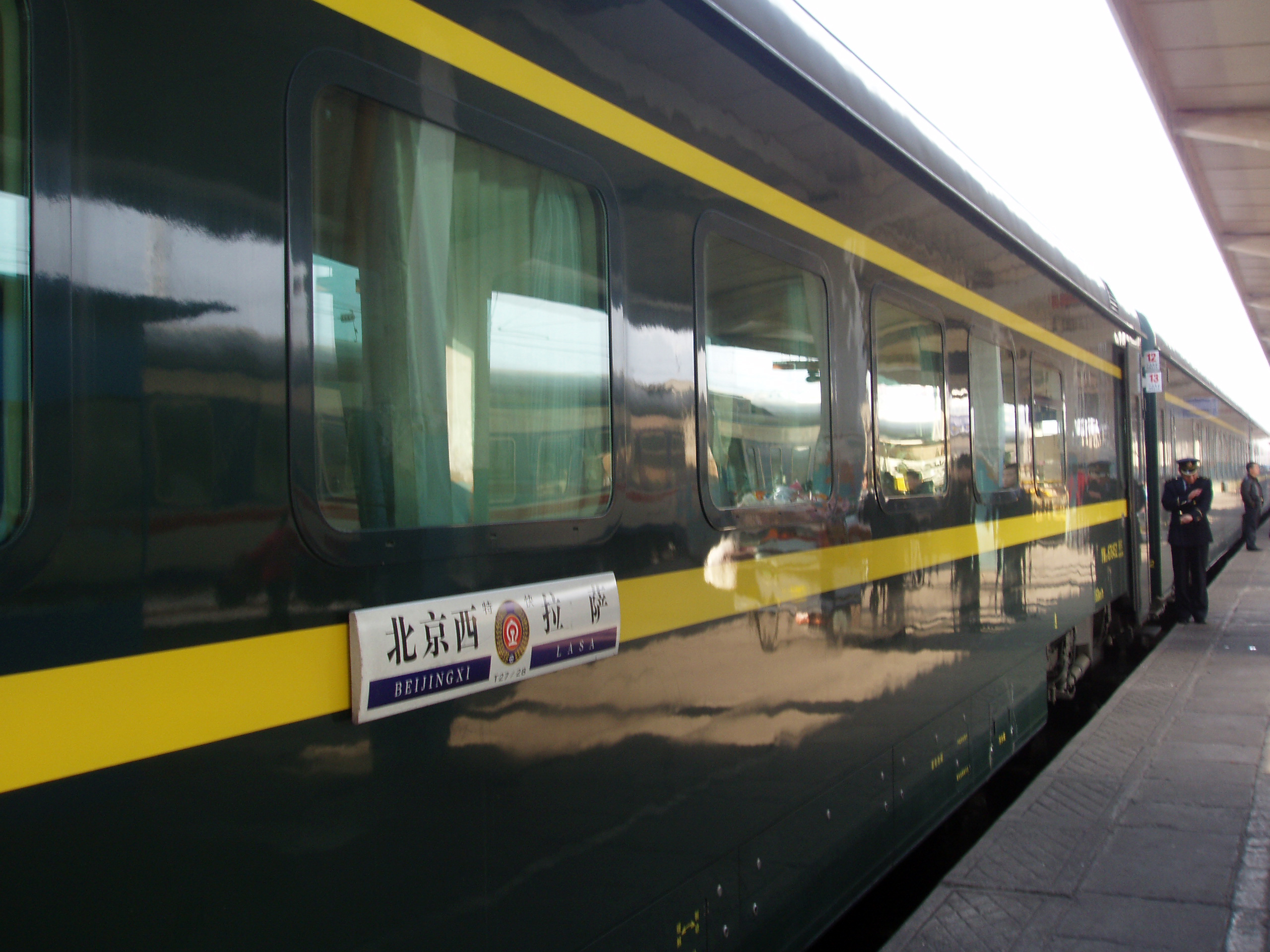
베이징서-라싸 기차

### 기관차
모든 구간이 비전화인 노선으로, 디젤 기관차가 열차를 견인한다. 상업용으로 미국에서 수입된 제너럴 일렉트릭의 신제품 NJ2 모델이 칭짱 열차를 대표하는 얼굴이다. NJ2는 고지대용으로 설계된 전용 기관차로, 차체색은 흰 바탕에 회색과 짙은 녹색의 띠가 들어간 것과 객차에 짙은 녹색 바탕에 황색 띠를 두른 두 종류가 있다. 총 76량이 투입 예정이다.(중국어: 中国铁路NJ2型柴油机车).
2007년 현재 NJ2 모델의 예정 소요량 전량을 수입하지 못하고 있어서, 기관차의 절대수 부족을 보충하기 위해 중국산 둥펑 8B형 9000번 대를 대체 배속하고 있다. 기존의 둥펑 8B 모델에 NJ2 모델의 총괄 제어 기능을 추가해 개조한 것으로, 연료분사 펌프는 고지 보정 제어 기술을 도입한 것을 사용하고 있다. NJ2와 혼용하거나, 동풍 8B 모델만으로 운용하였으나 2006년 11월말에 NJ2기관차로 통일되었다(중국어: 东风8B型柴油机车)

### 객차
공기가 희박한 지역을 주행하기 때문에, 항공기 제작사이기도 한 봄바디어(Bombardier Inc.)의 기술을 도입한 여압 설비가 갖춰진 25T형 객차와 국산 25T 객차가 투입되고 있다. 침대차(연와, 경와)에는 산소호흡기가 준비되어 있고, 산소 흡입용 튜브가 승객들에게 무료로 배포된다. 연와에는 개인용 액정 모니터도 설치되어 있다. 자외선 차단 기능을 가진 유리창이나, 낙뢰를 피하기 위한 피뢰침도 설치되어 있다. 차내의 화장실은 일반용 외에 장애인용도 도입되어 있으며, 배수 시설도 객차의 여압 구조 보전과 철도 주변의 환경 보호를 위해 배출식이 아닌 탱크 저장식으로 설치하였다.

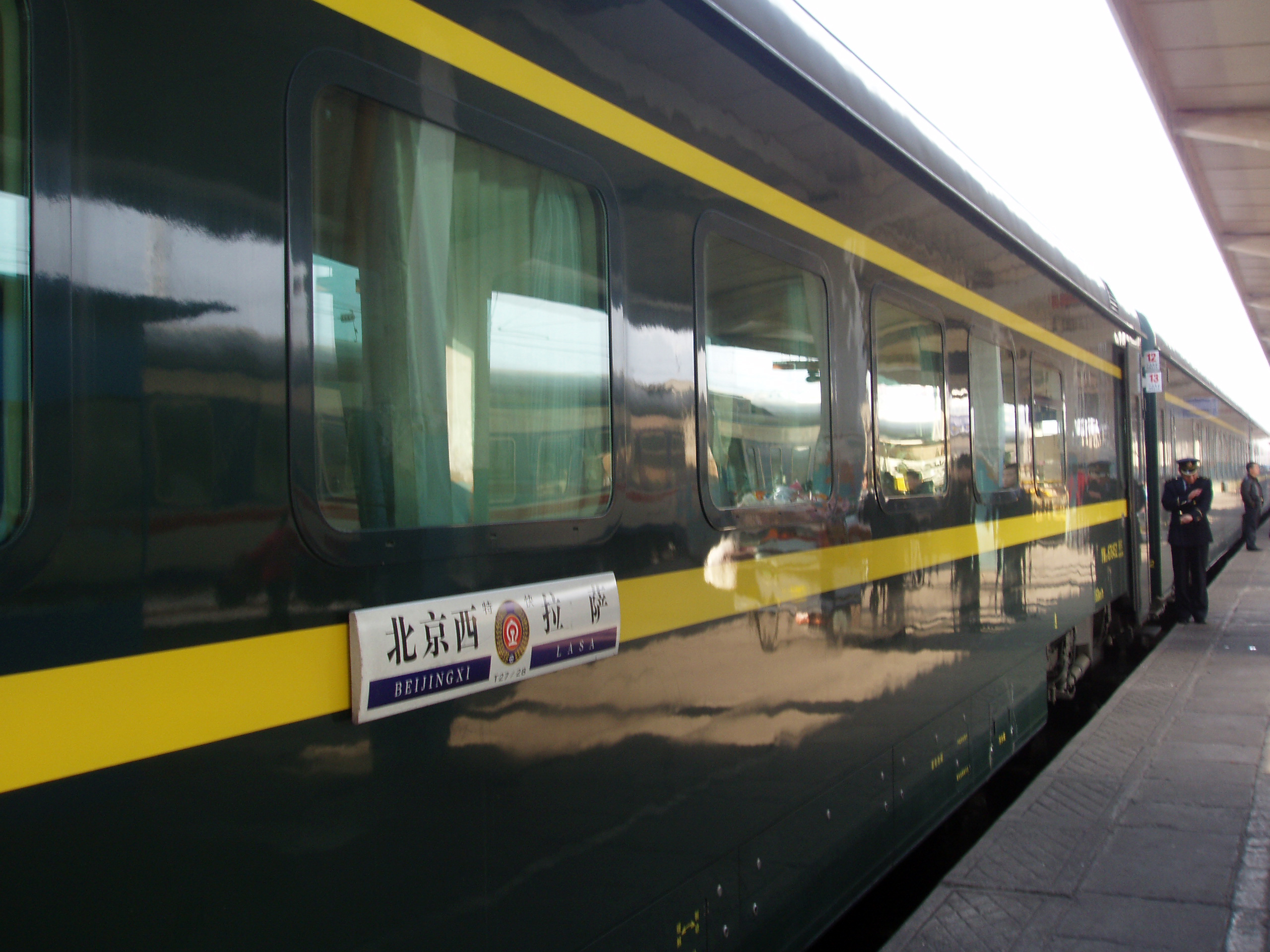
압력과 UV를 차단하는 창으로 진한 녹색
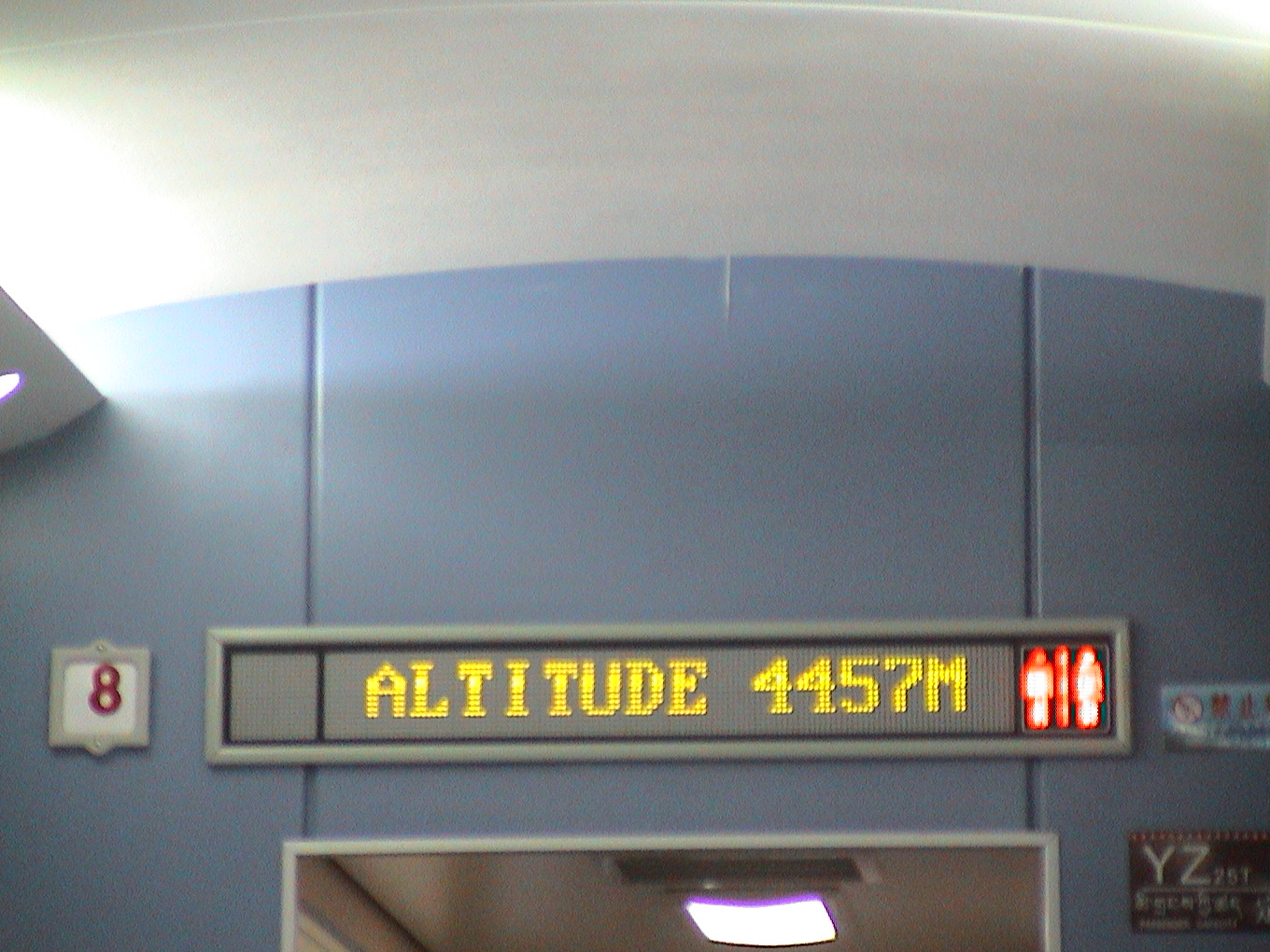
차내 고도표시
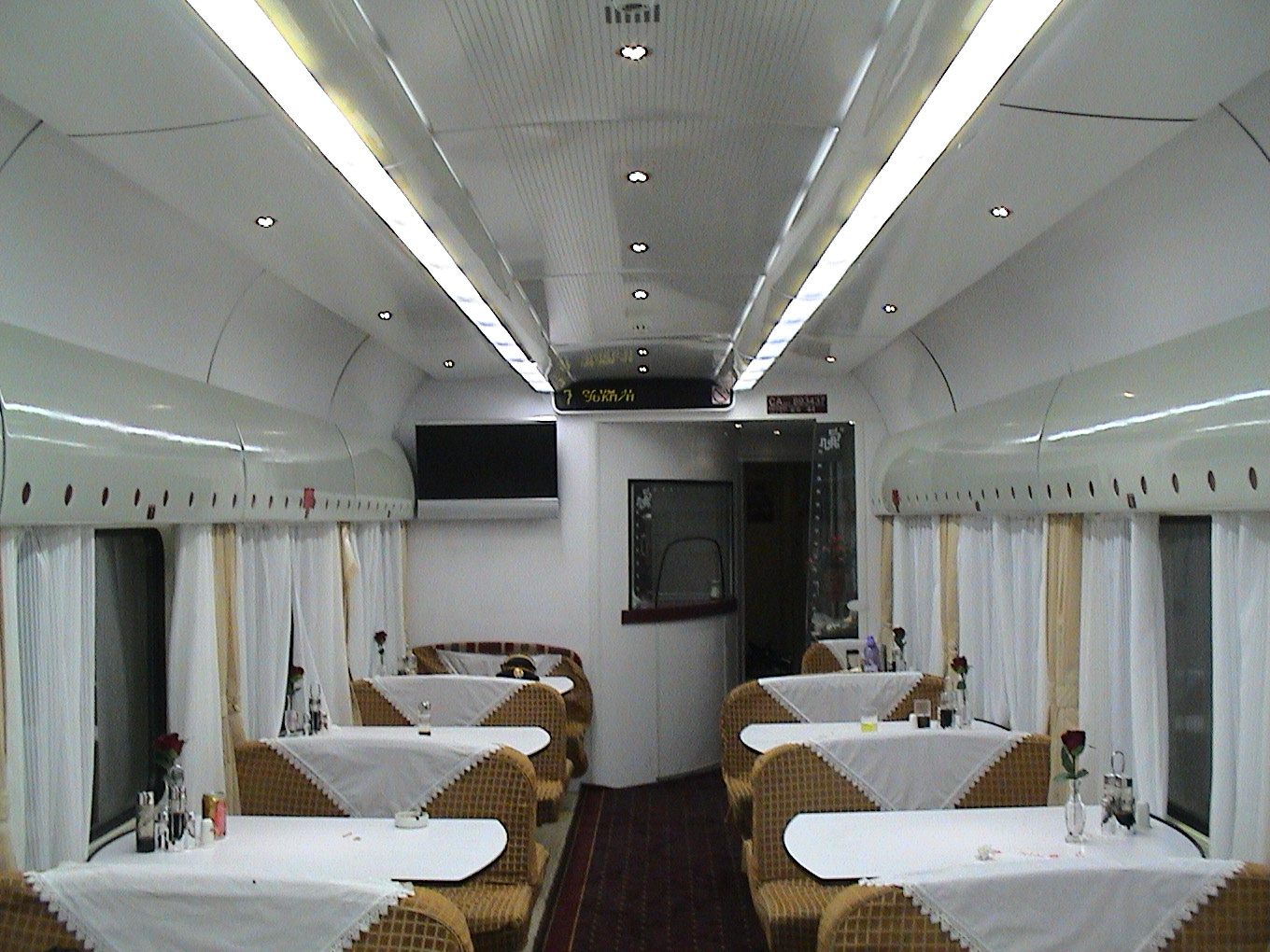
식당차
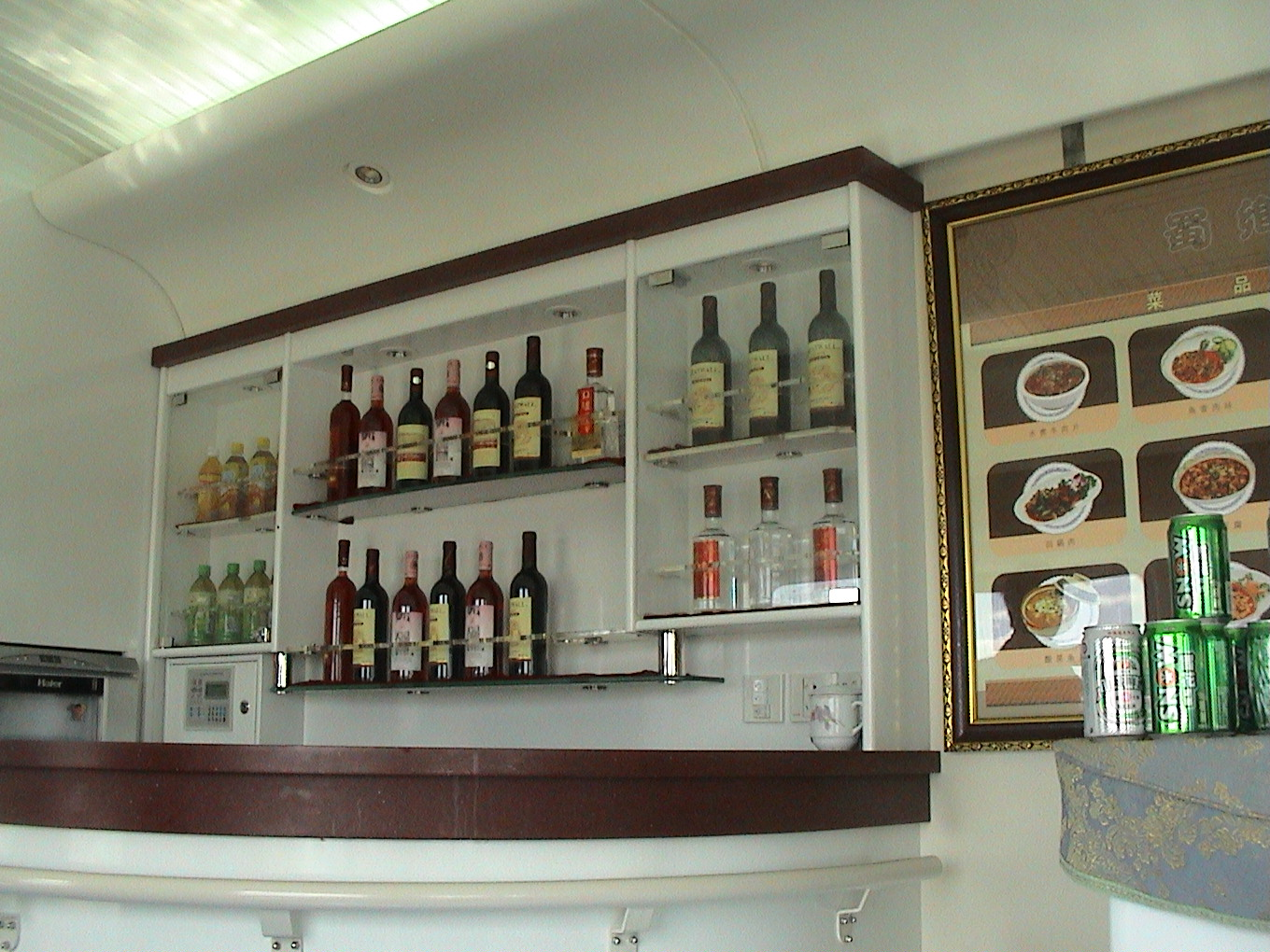
식당차의 바
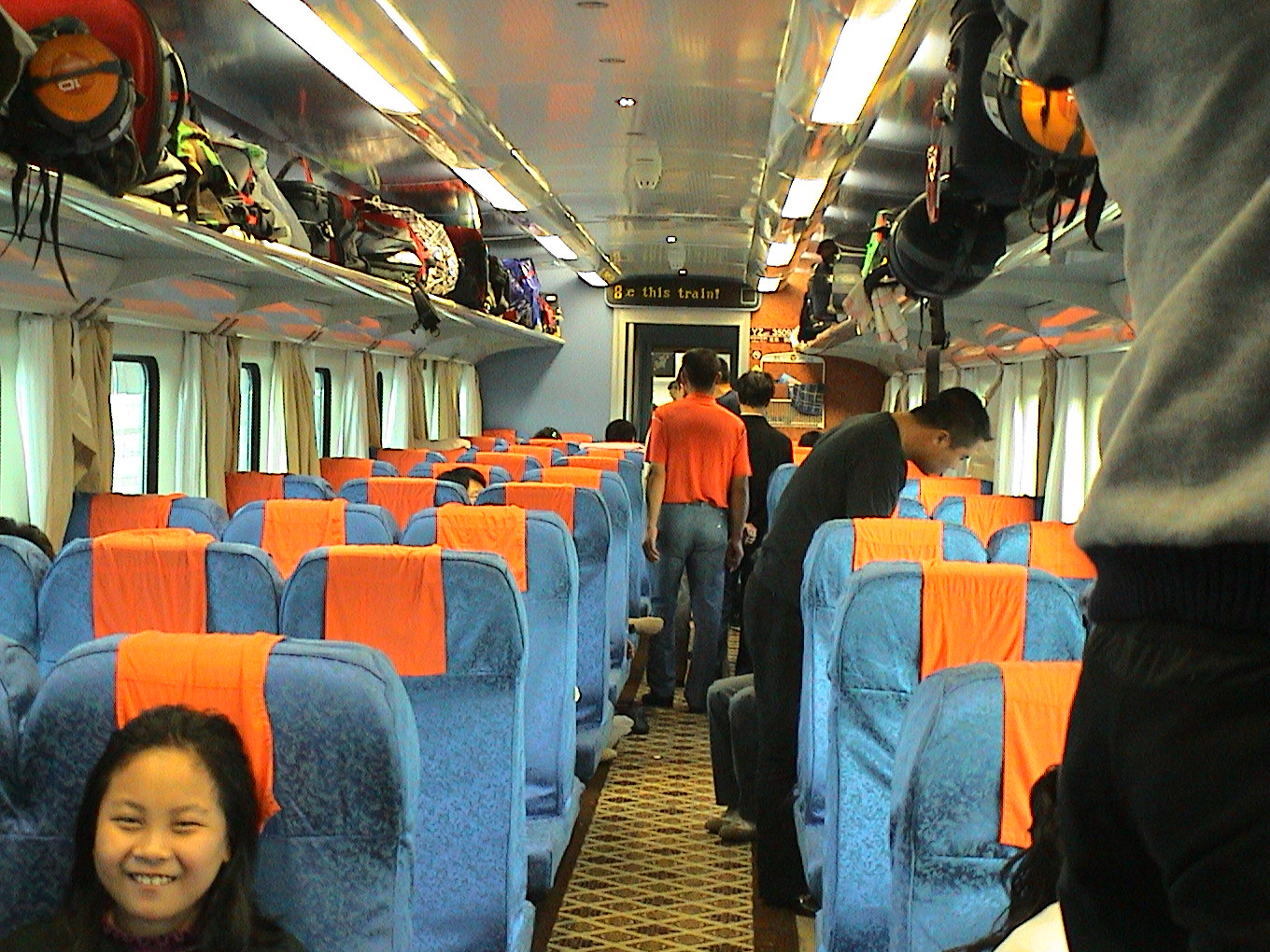
징좌(硬座) 객실
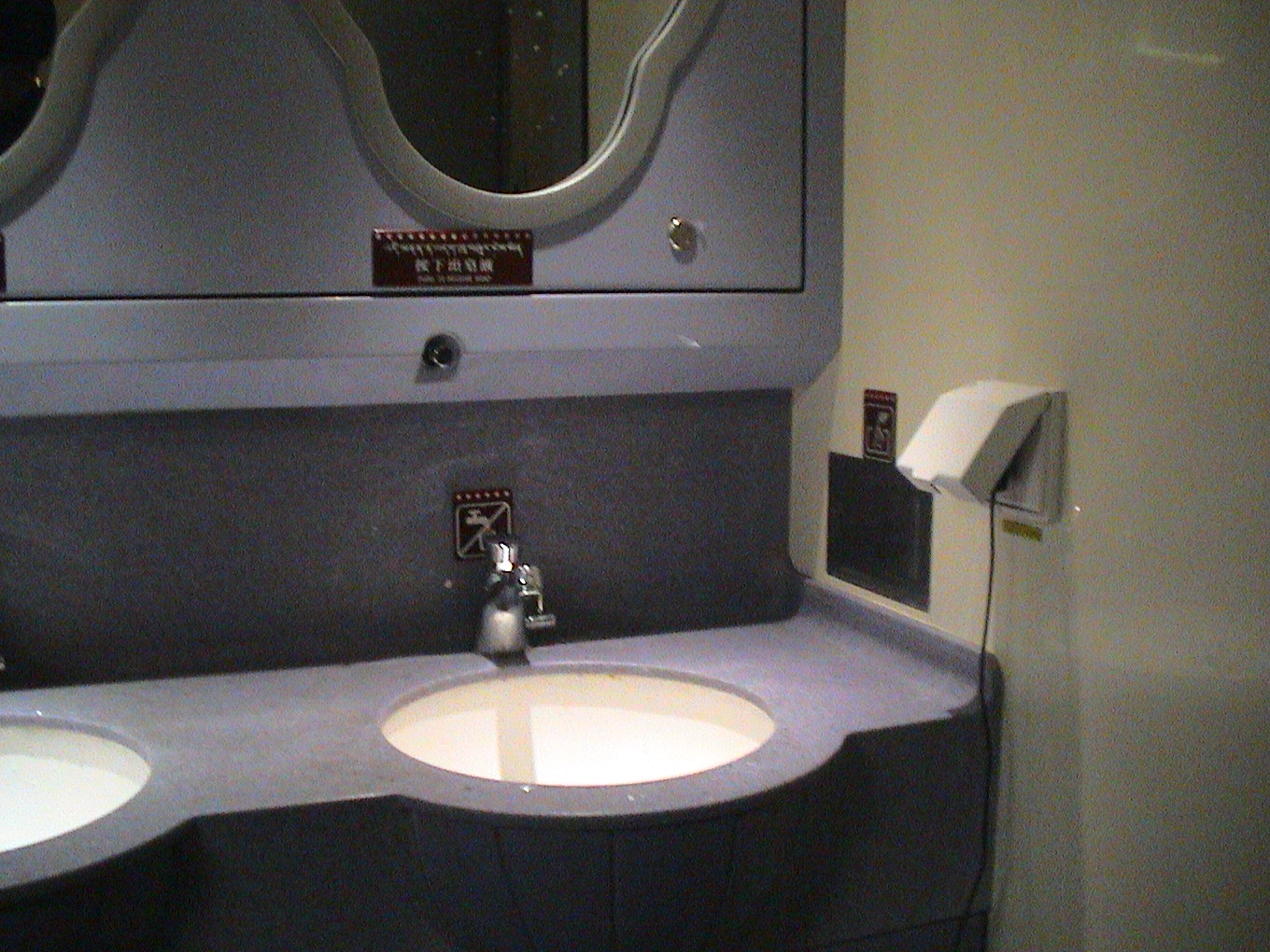
화장실
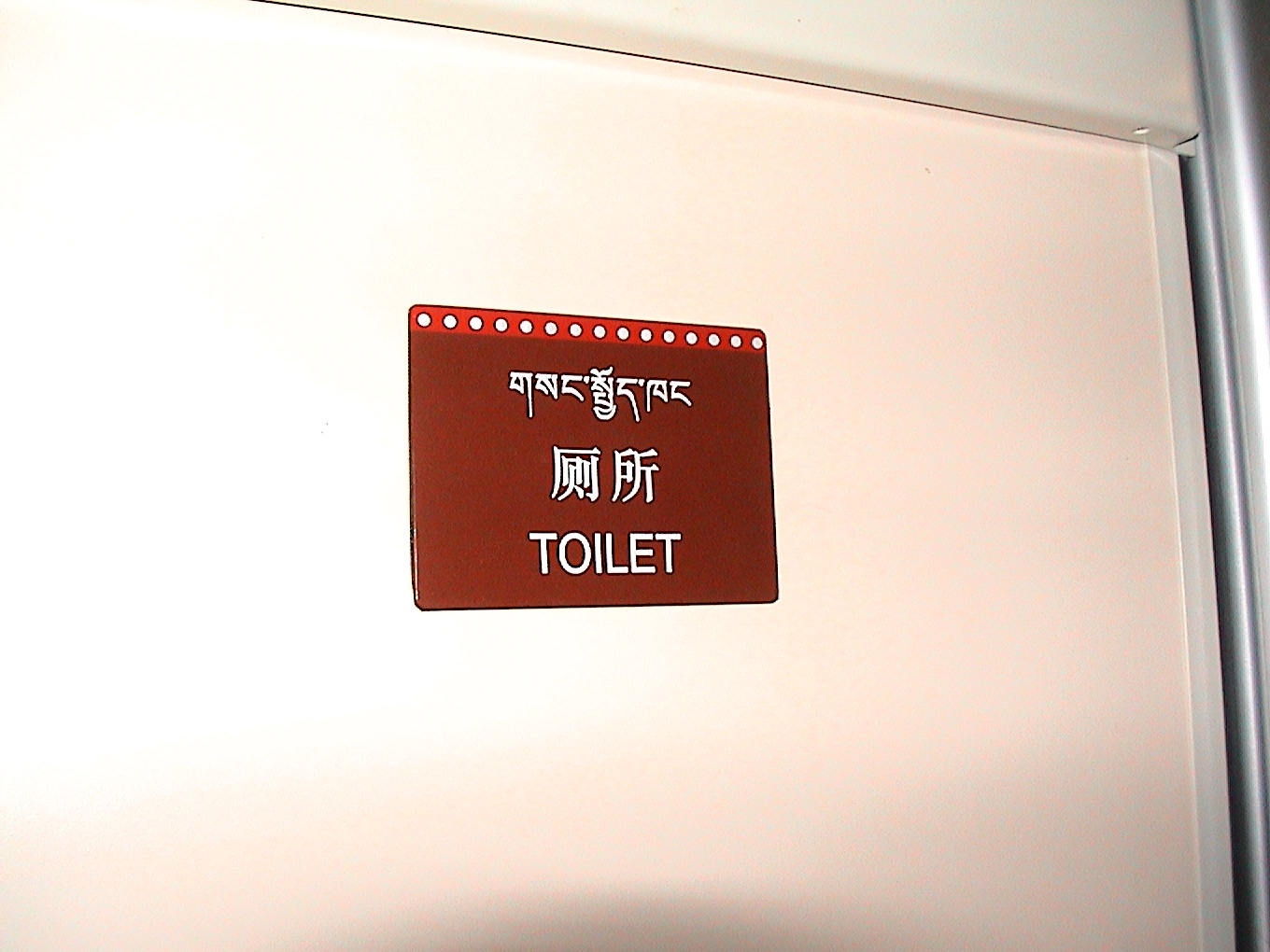
3종 언어표기된 안내판
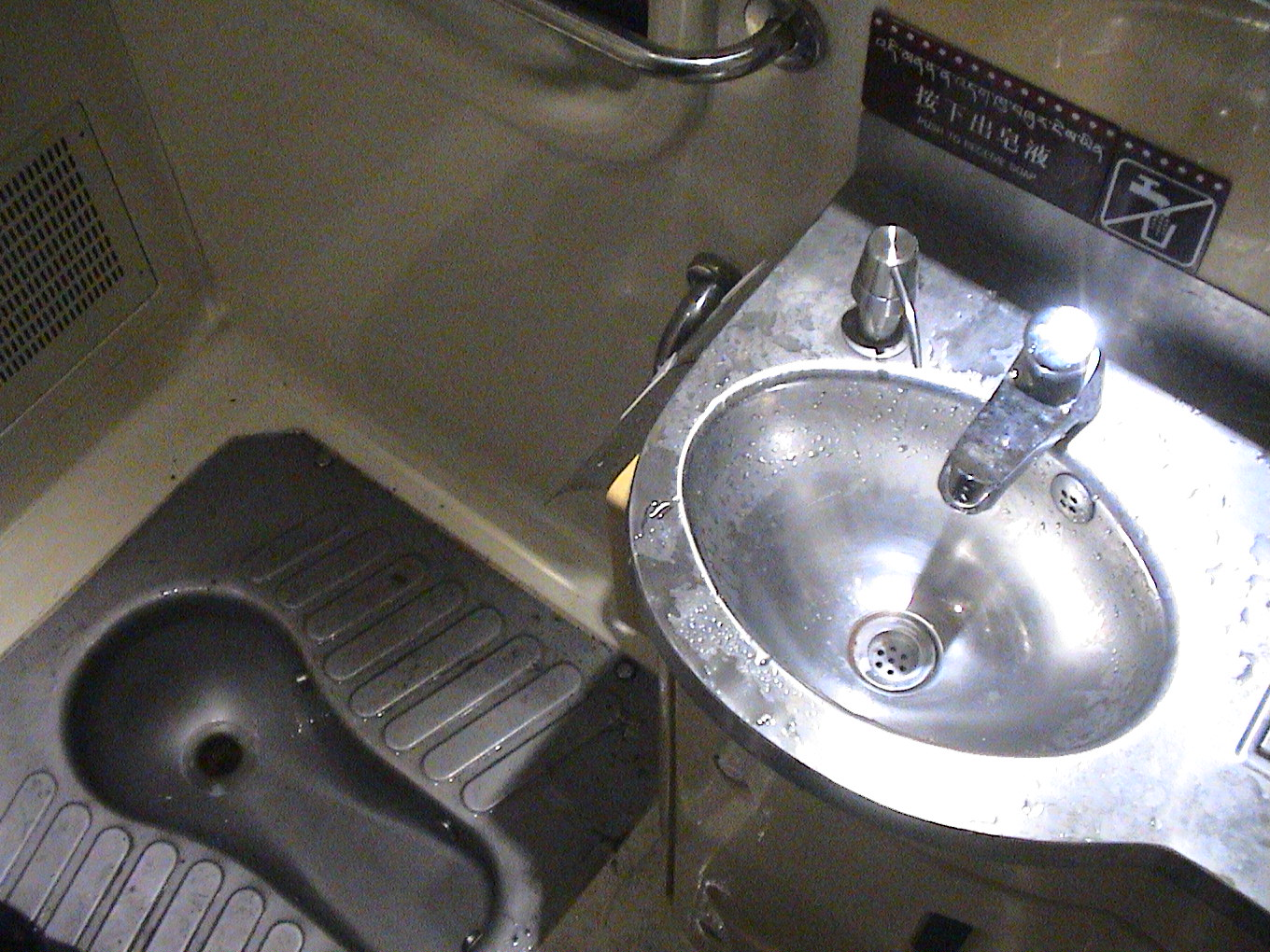
징좌(硬座) 화장실
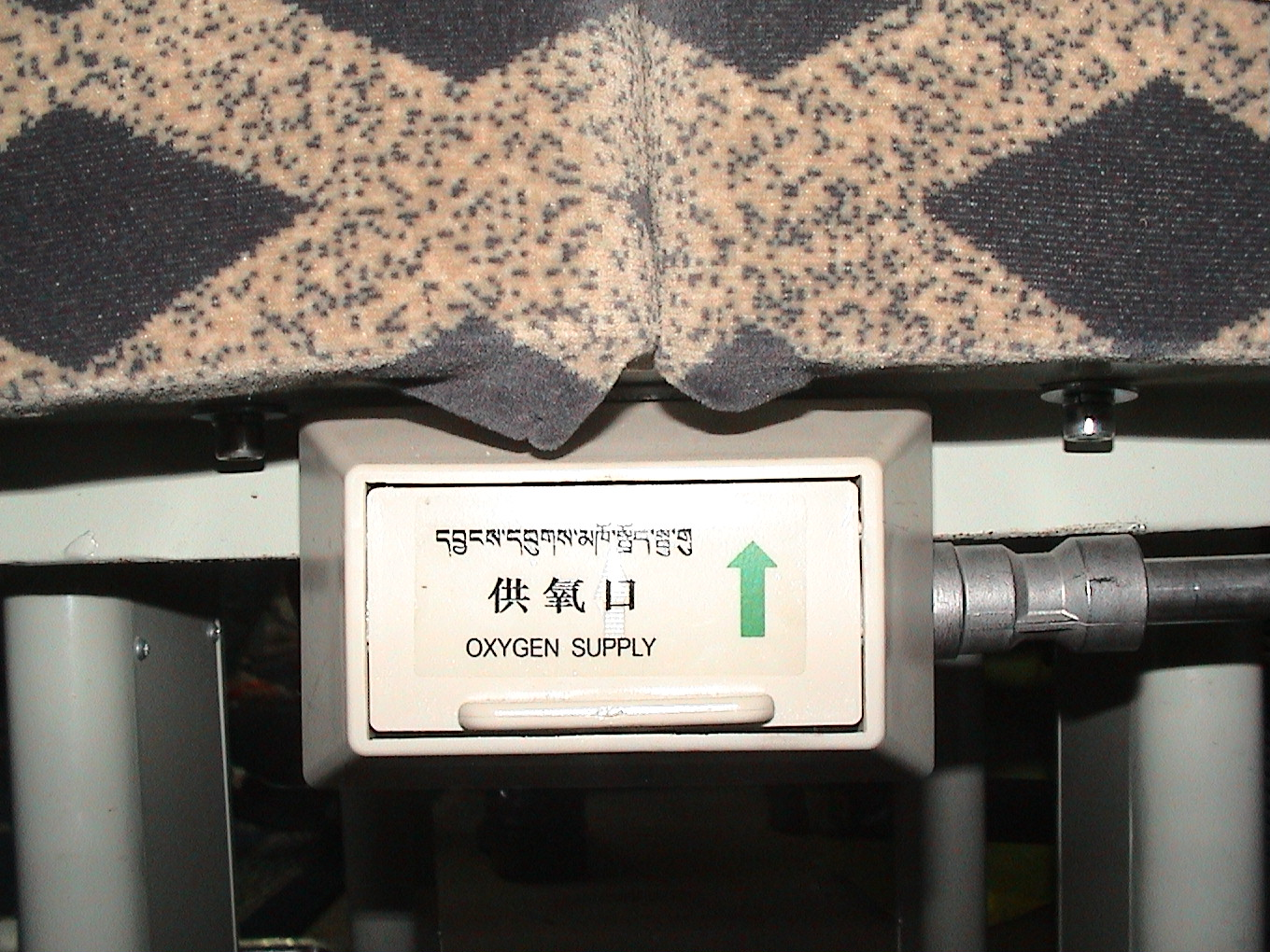
좌석 아래의 산소공급구
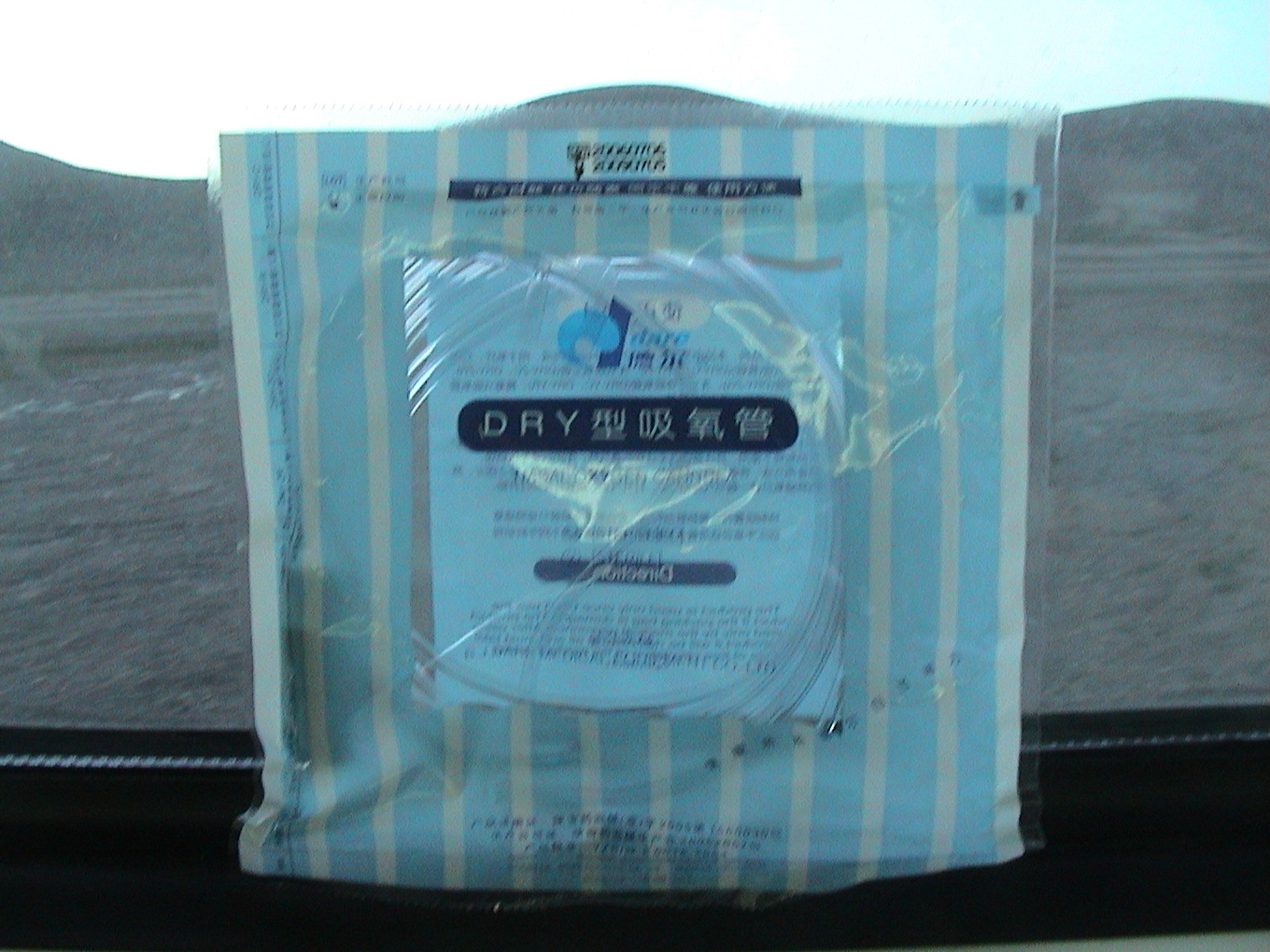
산소호흡 마스크
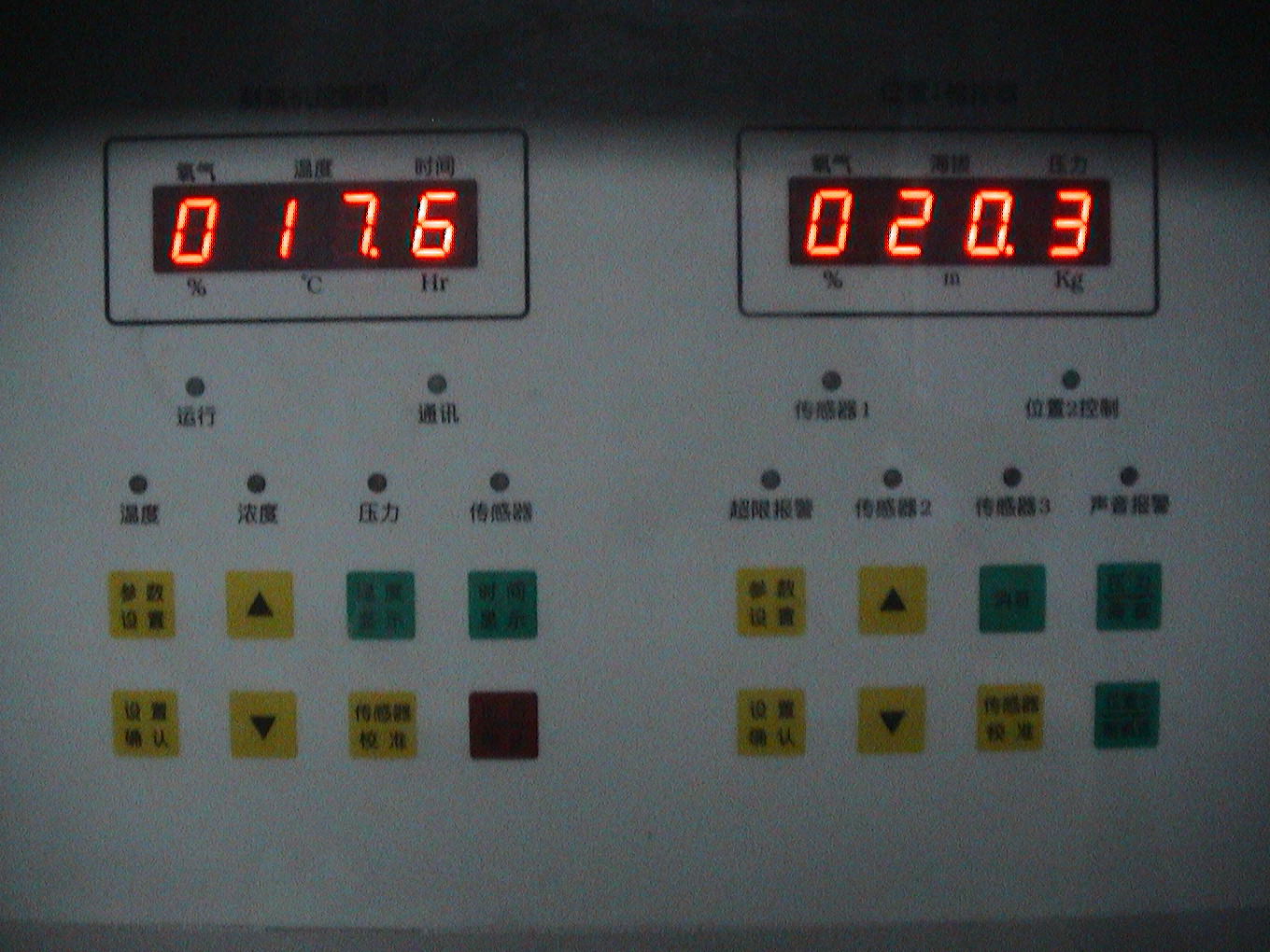
산소공급장치제어판

## 전망
칭짱철도의 개통으로 티베트 산업의 근본인 관광산업이 비약적으로 발전할 것으로 예측하고 있다. 또 티베트와 중국 내륙과의 물류 체계가 크게 개선되어 티베트의 산업 전반에도 기여할 것으로 기대하고 있다. 군수품과 병력을 운반하는 군용열차들의 주요 간선으로도 사용되고 있으며, 티베트에 존재하는 풍부한 천연자원의 수송로로도 활용되고 있다.
그러나 한편으로는 산업화에 따른 한족 유입이 가속화되어 티베트의 「한족화」로 이어지는 등, 자치구 지역의 독자적인 문화가 파괴될 수도 있다고 우려하는 목소리도 있다.
2014년에는 칭짱철도의 지선인 라르 철로가 개통되어 시가체 시까지 연결되었으며, 최종적으로 네팔의 수도 카트만두까지 연결시키는 국제 노선 계획이 구상되고 있다.
그리고 촨짱 철로가 연결될 예정이다.

## 같이 보기
- 서부 대개발
- 촨짱 철로